# Monotone Funktionenfolge
Eine monotone Funktionenfolge ist in der Mathematik eine spezielle Funktionenfolge reellwertiger Funktionen. Dabei heißt eine Funktionenfolge monoton wachsend, wenn die Funktionswerte für jedes Argument eine monoton wachsende Folge bilden und monoton fallend, wenn sie eine monoton fallende Folge bilden. Monotone Funktionenfolgen sind einer der vielen Monotoniebegriffe in der Mathematik und können als Spezialfall einer monotonen Abbildung angesehen werden.

## Definition
Sind {\displaystyle f_{k}\colon D\mapsto \mathbb {R} } für {\displaystyle k\in \mathbb {N} } reellwertige Funktionen, dann heißt die Funktionenfolge {\displaystyle (f_{k})_{k\in \mathbb {N} }}
- monoton wachsend auf {\displaystyle D}, wenn {\displaystyle f_{k}(x)\leq f_{k+1}(x)} für alle {\displaystyle x\in D} ist,
- monoton fallend auf {\displaystyle D}, wenn {\displaystyle f_{k}(x)\geq f_{k+1}(x)} für alle {\displaystyle x\in D} ist, und
- monoton, wenn sie entweder monoton fallend oder monoton wachsend ist.

## Beispiel
Man betrachte als Beispiel die Funktionenfolge {\displaystyle f_{k}(x)=x^{k}}. Sie ist
- monoton fallend auf {\displaystyle D=[0,1]}, da {\displaystyle f_{k+1}(x)\leq f_{k}(x)} äquivalent ist zu {\displaystyle f_{k+1}(x)-f_{k}(x)\leq 0} und

{\displaystyle x^{k+1}-x^{k}=x^{k}(x-1)\leq 0}
da {\displaystyle x^{k}} stets in {\displaystyle [0,1]} ist für {\displaystyle x\in [0,1]} und {\displaystyle (x-1)} stets kleiner als null ist für {\displaystyle x\in [0,1]}. Damit ist die Funktionenfolge auch monoton auf {\displaystyle [0,1]}.
- monoton wachsend auf {\displaystyle [1,\infty )}, da dann {\displaystyle x^{k}} stets größer als 1 ist, und der Term {\displaystyle (x-1)} immer positiv ist, also ist

{\displaystyle x^{k+1}-x^{k}=x^{k}(x-1)\geq 0}.
Damit ist die Funktionenfolge auch monoton auf {\displaystyle [1,\infty )}. Sie ist jedoch nicht monoton auf {\displaystyle [0,\infty )}, da sie auf diesem größeren Intervall kein eindeutiges Monotonieverhalten hat, sondern nur auf den kleineren Teilintervallen {\displaystyle [0,1]} und {\displaystyle [1,\infty )}.
- nicht monoton auf {\displaystyle [-1,0]}. Zwar ist {\displaystyle (1-x)} immer positiv, aber es ist

{\displaystyle x^{k}={\begin{cases}\geq 0&{\text{ falls }}k{\text{ gerade }}\\\leq 0&{\text{ falls }}k{\text{ ungerade }}\end{cases}}}.
Somit wechselt {\displaystyle x^{k}-x^{k+1}} für {\displaystyle x\neq 0} ständig die Vorzeichen, es kann demnach keine Monotonie gelten.

## Verwendung
Monotone Funktionenfolgen finden Verwendung als Voraussetzung in einigen Sätzen der Analysis wie zum Beispiel bei dem Satz von Dini und insbesondere in der Integrationstheorie etwa bei dem Satz von der monotonen Konvergenz und bei dem Beweis des Lemmas von Fatou.